# 645
645 foi um ano comum do século VII que teve início e terminou a um sábado, segundo o Calendário Juliano. A sua letra dominical foi B. Segundo o horóscopo chinês, foi o ano da Serpente.
| Ano completo                   |
| ------------------------------ |
| Ano comum com início ao sábado |

## Eventos
- Império Bizantino reconquista Jerusalém aos árabes
- * De acordo com as leis contida no Taika no kaishin, todas as terras tornou-se proprieda do estado. Um controlador de mercado tornou-se responsável por todas as rotas de comércio e transporte. Ele também tinha o pode de arrecadar taxas.[1]

## Nascimentos
- Imperatriz Jito, 41º imperador do Japão.
- Iázide I, 2º califa omíada de Damasco (r. 680-683; m. 683)

## Mortes
- Paulino de Iorque, membro da missão gregoriana.